# 甲胺氢碘酸盐
甲胺氢碘酸盐是一种有机盐，化学式为CH3NH3I。它可由甲胺和氢碘酸在冰水溶液（或甲醇水溶液）中反应得到，蒸去溶剂得到晶体。它和碘化铅在γ-丁内酯中于60 °C反应，可以得到CH3NH3PbI3。